# Jívka
Jívka (en allemand : Jibka) est une commune du district de Trutnov, dans la région de Hradec Králové, en Tchéquie. Sa population s'élevait à 576 habitants en 2020.

## Géographie
Jívka se trouve à 8 km au nord-est d'Úpice, à 15 km à l'est-sud-est de Trutnov, à 42 km au nord-nord-est de Hradec Králové et à 130 km au nord-est de Prague.
La commune est limitée par Adršpach au nord, par Teplice nad Metují et Česká Metuje à l'est, par Stárkov et Rtyně v Podkrkonoší au sud, et par Malé Svatoňovice, Radvanice et Chvaleč à l'ouest.

## Histoire
La première mention écrite de la localité date de 1356.